# James Russo
James Russo (New York, 1953. április 23. –) amerikai színész.

## Élete
James Vincent Russo 1953 április 23-án született New Yorkban. A New York-i egyetemen tanult, és még tanulmányai idején írta - és szerepelt is benne a "The Candy Store" című díjnyertes rövidfilmet.
A karakteres színész házastársa Bettina Russo. Két gyermeke van.
2004-ben a San Diego Filmfesztiválon a legjobb férfi főszereplő díját nyerte el.

## Főbb szerepei
- Chicago története (1981)
- A kalapácsos Visszatér ˙(1982) - Ronald Thompson
- Gengszterek klubja (1984) - Vince Hood
- Beverly Hills-i zsaru (1984) -  Mikey Tandino
- A kék leguán (1988) - Reno
- Otthonom, Idaho (1991) - Richard Waters
- tiltott viselkedés (1992) - Bill Tanner
- Da Vinci háborúja (1993) - Mintz
- Rosszlányok (1994) - Kid Jarrett
- Kockázatos Játék (1993) - Francis Burns
- Fedőneve: Donnie Brasco (1997) - Paulie
- A jövő hírnöke (1997) - Idaho
- A bosszú mocsara (1998)
- Raboljuk el Sinatrát! (2003) - Frank Sinatra
- Helyszínelők (tv-sorozat, 2004) - Sinclair
- Las Vegas (tv-sorozat, 2006) - Warren Pemberton
- Sötét világ (2008) - Charlie
- Miami helyszínelők (tv-sorozat, 2006-2008)
- Álmok és Árnyak (2009) - John Brunette
- Sötét zsaruk (tv-sorozat, 2009)
- Csodagyerek (2010) - Larry Childs
- A Bronx Bull (2014) - Rocky Graziano

## További információ
- Hivatalos oldal
- James Russo a PORT.hu-n (magyarul)
- James Russo az Internetes Szinkronadatbázisban (magyarul)
- James Russo az Internet Movie Database-ben (angolul)
- James Russo a Rotten Tomatoeson (angolul)